# Список астероїдів (901—1000)
| Назва                             | Тимчасове позначення | Дата відкриття    | Місце відкриття                            | Відкривач                     |
| --------------------------------- | -------------------- | ----------------- | ------------------------------------------ | ----------------------------- |
| 901 Brunsia                       | 1918 EE              | 30 серпня 1918    | Обсерваторія Гейдельберг-Кеніґштуль        | Макс Вольф                    |
| 902 Пробітас (Probitas)           | 1918 EJ              | 3 вересня 1918    | Відень                                     | Йоганн Паліза                 |
| 903 Ніллі (Nealley)               | 1918 EM              | 13 вересня 1918   | Відень                                     | Йоганн Паліза                 |
| 904 Рокфеллія (Rockefellia)       | 1918 EO              | 29 жовтня 1918    | Обсерваторія Гейдельберг-Кеніґштуль        | Макс Вольф                    |
| 905 Universitas                   | 1918 ES              | 30 жовтня 1918    | Гамбурзька обсерваторія                    | Арнольд Швассман              |
| 906 Репсольда (Repsolda)          | 1918 ET              | 30 жовтня 1918    | Гамбурзька обсерваторія                    | Фрідріх Карл Арнольд Швассман |
| 907 Рода (Rhoda)                  | 1918 EU              | 12 листопада 1918 | Обсерваторія Гейдельберг-Кеніґштуль        | Макс Вольф                    |
| 908 Буда (Buda)                   | 1918 EX              | 30 листопада 1918 | Обсерваторія Гейдельберг-Кеніґштуль        | Макс Вольф                    |
| 909 Улла (Ulla)                   | 1919 FA              | 7 лютого 1919     | Обсерваторія Гейдельберг-Кеніґштуль        | К. В. Райнмут                 |
| 910 Аннеліз (Anneliese)           | 1919 FB              | 1 березня 1919    | Обсерваторія Гейдельберг-Кеніґштуль        | К. В. Райнмут                 |
| 911 Agamemnon                     | 1919 FD              | 19 березня 1919   | Обсерваторія Гейдельберг-Кеніґштуль        | К. В. Райнмут                 |
| 912 Марітіма (Maritima)           | 1919 FJ              | 27 квітня 1919    | Гамбурзька обсерваторія                    | Фрідріх Карл Арнольд Швассман |
| 913 Otila                         | 1919 FL              | 19 травня 1919    | Обсерваторія Гейдельберг-Кеніґштуль        | К. В. Райнмут                 |
| 914 Палісана (Palisana)           | 1919 FN              | 4 липня 1919      | Обсерваторія Гейдельберг-Кеніґштуль        | Макс Вольф                    |
| 915 Cosette                       | 1918 b               | 14 грудня 1918    | Алжирська обсерваторія                     | Франсуа Ґоннессіа             |
| 916 Америка (America)             | 1915 S1              | 7 серпня 1915     | Сімеїз                                     | Григорій Неуймін              |
| 917 Ліка (Lyka)                   | 1915 S4              | 5 вересня 1915    | Сімеїз                                     | Григорій Неуймін              |
| 918 Іта (Itha)                    | 1919 FR              | 22 серпня 1919    | Обсерваторія Гейдельберг-Кеніґштуль        | К. В. Райнмут                 |
| 919 Ільсебіл (Ilsebill)           | 1918 EQ              | 30 жовтня 1918    | Обсерваторія Гейдельберг-Кеніґштуль        | Макс Вольф                    |
| 920 Роджерія (Rogeria)            | 1919 FT              | 1 вересня 1919    | Обсерваторія Гейдельберг-Кеніґштуль        | К. В. Райнмут                 |
| 921 Йовіта (Jovita)               | 1919 FV              | 4 вересня 1919    | Обсерваторія Гейдельберг-Кеніґштуль        | К. В. Райнмут                 |
| 922 Шлютія (Schlutia)             | 1919 FW              | 18 вересня 1919   | Обсерваторія Гейдельберг-Кеніґштуль        | К. В. Райнмут                 |
| 923 Герлюґа (Herluga)             | 1919 GB              | 30 вересня 1919   | Обсерваторія Гейдельберг-Кеніґштуль        | К. В. Райнмут                 |
| 924 Тоні (Toni)                   | 1919 GC              | 20 жовтня 1919    | Обсерваторія Гейдельберг-Кеніґштуль        | К. В. Райнмут                 |
| 925 Алфонсіна (Alphonsina)        | 1920 GM              | 13 січня 1920     | Барселона                                  | Хосе Комас Сола               |
| 926 Імхілд (Imhilde)              | 1920 GN              | 15 лютого 1920    | Обсерваторія Гейдельберг-Кеніґштуль        | К. В. Райнмут                 |
| 927 Ратісбона (Ratisbona)         | 1920 GO              | 16 лютого 1920    | Обсерваторія Гейдельберг-Кеніґштуль        | Макс Вольф                    |
| 928 Гілдран (Hildrun)             | 1920 GP              | 23 лютого 1920    | Обсерваторія Гейдельберг-Кеніґштуль        | К. В. Райнмут                 |
| 929 Algunde                       | 1920 GR              | 10 березня 1920   | Обсерваторія Гейдельберг-Кеніґштуль        | К. В. Райнмут                 |
| 930 Вестфалія (Westphalia)        | 1920 GS              | 10 березня 1920   | Гамбурзька обсерваторія                    | Вальтер Бааде                 |
| 931 Вайтмора (Whittemora)         | 1920 GU              | 19 березня 1920   | Алжирська обсерваторія                     | Франсуа Ґоннессіа             |
| 932 Гуверія (Hooveria)            | 1920 GV              | 23 березня 1920   | Відень                                     | Йоганн Паліза                 |
| 933 Сюзі (Susi)                   | 1927 CH              | 10 лютого 1927    | Обсерваторія Гейдельберг-Кеніґштуль        | К. В. Райнмут                 |
| 934 Тюрингія (Thuringia)          | 1920 HK              | 15 серпня 1920    | Гамбурзька обсерваторія                    | Вальтер Бааде                 |
| 935 Clivia                        | 1920 HM              | 7 вересня 1920    | Обсерваторія Гейдельберг-Кеніґштуль        | К. В. Райнмут                 |
| 936 Kunigunde                     | 1920 HN              | 8 вересня 1920    | Обсерваторія Гейдельберг-Кеніґштуль        | К. В. Райнмут                 |
| 937 Bethgea                       | 1920 HO              | 12 вересня 1920   | Обсерваторія Гейдельберг-Кеніґштуль        | К. В. Райнмут                 |
| 938 Chlosinde                     | 1920 HQ              | 9 вересня 1920    | Обсерваторія Гейдельберг-Кеніґштуль        | К. В. Райнмут                 |
| 939 Isberga                       | 1920 HR              | 4 жовтня 1920     | Обсерваторія Гейдельберг-Кеніґштуль        | К. В. Райнмут                 |
| 940 Кордула (Kordula)             | 1920 HT              | 10 жовтня 1920    | Обсерваторія Гейдельберг-Кеніґштуль        | К. В. Райнмут                 |
| 941 Мюррей (Murray)               | 1920 HV              | 10 жовтня 1920    | Відень                                     | Йоганн Паліза                 |
| 942 Ромільда (Romilda)            | 1920 HW              | 11 жовтня 1920    | Обсерваторія Гейдельберг-Кеніґштуль        | К. В. Райнмут                 |
| 943 Бегонія (Begonia)             | 1920 HX              | 20 жовтня 1920    | Обсерваторія Гейдельберг-Кеніґштуль        | К. В. Райнмут                 |
| 944 Гідальго (Hidalgo)            | 1920 HZ              | 31 жовтня 1920    | Гамбурзька обсерваторія                    | Вальтер Бааде                 |
| 945 Барселона (Barcelona)         | 1921 JB              | 3 лютого 1921     | Барселона                                  | Хосе Комас Сола               |
| 946 Poesia                        | 1921 JC              | 11 лютого 1921    | Обсерваторія Гейдельберг-Кеніґштуль        | Макс Вольф                    |
| 947 Монтероза (Monterosa)         | 1921 JD              | 8 лютого 1921     | Гамбурзька обсерваторія                    | Фрідріх Карл Арнольд Швассман |
| 948 Юкунда (Jucunda)              | 1921 JE              | 3 березня 1921    | Обсерваторія Гейдельберг-Кеніґштуль        | К. В. Райнмут                 |
| 949 Гель (Hel)                    | 1921 JK              | 11 березня 1921   | Обсерваторія Гейдельберг-Кеніґштуль        | Макс Вольф                    |
| 950 Ахренса (Ahrensa)             | 1921 JP              | 1 квітня 1921     | Обсерваторія Гейдельберг-Кеніґштуль        | К. В. Райнмут                 |
| 951 Гаспра (Gaspra)               | 1916 S45             | 30 липня 1916     | Сімеїз                                     | Григорій Неуймін              |
| 952 Кайя (Caia)                   | 1916 S61             | 27 жовтня 1916    | Сімеїз                                     | Григорій Неуймін              |
| 953 Пенлева (Painleva)            | 1921 JT              | 29 квітня 1921    | Алжирська обсерваторія                     | Веніамін Жеховський           |
| 954 Li                            | 1921 JU              | 4 серпня 1921     | Обсерваторія Гейдельберг-Кеніґштуль        | К. В. Райнмут                 |
| 955 Алстеде (Alstede)             | 1921 JV              | 5 серпня 1921     | Обсерваторія Гейдельберг-Кеніґштуль        | К. В. Райнмут                 |
| 956 Еліза (Elisa)                 | 1921 JW              | 8 серпня 1921     | Обсерваторія Гейдельберг-Кеніґштуль        | К. В. Райнмут                 |
| 957 Камелія (Camelia)             | 1921 JX              | 7 вересня 1921    | Обсерваторія Гейдельберг-Кеніґштуль        | К. В. Райнмут                 |
| 958 Асплінда (Asplinda)           | 1921 KC              | 28 вересня 1921   | Обсерваторія Гейдельберг-Кеніґштуль        | К. В. Райнмут                 |
| 959 Арне (Arne)                   | 1921 KF              | 30 вересня 1921   | Обсерваторія Гейдельберг-Кеніґштуль        | К. В. Райнмут                 |
| 960 Birgit                        | 1921 KH              | 1 жовтня 1921     | Обсерваторія Гейдельберг-Кеніґштуль        | К. В. Райнмут                 |
| 961 Ґунні (Gunnie)                | 1921 KM              | 10 жовтня 1921    | Обсерваторія Гейдельберг-Кеніґштуль        | К. В. Райнмут                 |
| 962 Аслог (Aslog)                 | 1921 KP              | 25 жовтня 1921    | Обсерваторія Гейдельберг-Кеніґштуль        | К. В. Райнмут                 |
| 963 Iduberga                      | 1921 KR              | 26 жовтня 1921    | Обсерваторія Гейдельберг-Кеніґштуль        | К. В. Райнмут                 |
| 964 Субамара (Subamara)           | 1921 KS              | 27 жовтня 1921    | Відень                                     | Йоганн Паліза                 |
| 965 Анжеліка (Angelica)           | 1921 KT              | 4 листопада 1921  | Обсерваторія Ла-Плата                      | Йоганнес Франц Гартман        |
| 966 Муші (Muschi)                 | 1921 KU              | 9 листопада 1921  | Гамбурзька обсерваторія                    | Вальтер Бааде                 |
| 967 Helionape                     | 1921 KV              | 9 листопада 1921  | Гамбурзька обсерваторія                    | Вальтер Бааде                 |
| 968 Петунія (Petunia)             | 1921 KW              | 24 листопада 1921 | Обсерваторія Гейдельберг-Кеніґштуль        | К. В. Райнмут                 |
| 969 Леокадія (Leocadia)           | 1921 KZ              | 5 листопада 1921  | Сімеїз                                     | Сергій Бєлявський             |
| 970 Примула (Primula)             | 1921 LB              | 29 листопада 1921 | Обсерваторія Гейдельберг-Кеніґштуль        | К. В. Райнмут                 |
| 971 Альсатія (Alsatia)            | 1921 LF              | 23 листопада 1921 | Обсерваторія Ніцци                         | Александер Шаумассе           |
| 972 Когнія (Cohnia)               | 1922 LK              | 18 січня 1922     | Обсерваторія Гейдельберг-Кеніґштуль        | Макс Вольф                    |
| 973 Аралія (Aralia)               | 1922 LR              | 18 березня 1922   | Обсерваторія Гейдельберг-Кеніґштуль        | К. В. Райнмут                 |
| 974 Ліоба (Lioba)                 | 1922 LS              | 18 березня 1922   | Обсерваторія Гейдельберг-Кеніґштуль        | К. В. Райнмут                 |
| 975 Персеверантія (Perseverantia) | 1922 LT              | 27 березня 1922   | Відень                                     | Йоганн Паліза                 |
| 976 Бенджаміна (Benjamina)        | 1922 LU              | 27 березня 1922   | Алжирська обсерваторія                     | Веніамін Жеховський           |
| 977 Філіппа (Philippa)            | 1922 LV              | 6 квітня 1922     | Алжирська обсерваторія                     | Веніамін Жеховський           |
| 978 Аїдаміна (Aidamina)           | 1922 LY              | 18 травня 1922    | Сімеїз                                     | Бєлявський Сергій Іванович    |
| 979 Ільсева (Ilsewa)              | 1922 MC              | 29 червня 1922    | Обсерваторія Гейдельберг-Кеніґштуль        | К. В. Райнмут                 |
| 980 Анакостія (Anacostia)         | 1921 W19             | 21 листопада 1921 | Вашингтон                                  | Джордж Пітерс                 |
| 981 Martina                       | 1917 S92             | 23 вересня 1917   | Сімеїз                                     | Бєлявський Сергій Іванович    |
| 982 Франкліна (Franklina)         | 1922 MD              | 21 травня 1922    | Республіканська обсерваторія Йоганнесбурга | Гарі Едвін Вуд                |
| 983 Гуніла (Gunila)               | 1922 ME              | 30 липня 1922     | Обсерваторія Гейдельберг-Кеніґштуль        | К. В. Райнмут                 |
| 984 Ґретія (Gretia)               | 1922 MH              | 27 серпня 1922    | Обсерваторія Гейдельберг-Кеніґштуль        | К. В. Райнмут                 |
| 985 Розіна (Rosina)               | 1922 MO              | 14 жовтня 1922    | Обсерваторія Гейдельберг-Кеніґштуль        | К. В. Райнмут                 |
| 986 Амелія (Amelia)               | 1922 MQ              | 19 жовтня 1922    | Барселона                                  | Хосе Комас Сола               |
| 987 Воллія (Wallia)               | 1922 MR              | 23 жовтня 1922    | Обсерваторія Гейдельберг-Кеніґштуль        | К. В. Райнмут                 |
| 988 Appella                       | 1922 MT              | 10 листопада 1922 | Алжирська обсерваторія                     | Веніамін Жеховський           |
| 989 Швассманнія (Schwassmannia)   | 1922 MW              | 18 листопада 1922 | Гамбурзька обсерваторія                    | Фрідріх Карл Арнольд Швассман |
| 990 Єркес (Yerkes)                | 1922 MZ              | 23 листопада 1922 | Вільямс Бей                                | Джордж Ван-Бісбрук            |
| 991 McDonalda                     | 1922 NB              | 24 жовтня 1922    | Вільямс Бей                                | Отто Струве                   |
| 992 Свейзі (Swasey)               | 1922 ND              | 14 листопада 1922 | Вільямс Бей                                | Отто Струве                   |
| 993 Маултона (Moultona)           | 1923 NJ              | 12 січня 1923     | Вільямс Бей                                | Джордж Ван-Бісбрук            |
| 994 Оттгілд (Otthild)             | 1923 NL              | 18 березня 1923   | Обсерваторія Гейдельберг-Кеніґштуль        | К. В. Райнмут                 |
| 995 Штернберґа (Sternberga)       | 1923 NP              | 8 червня 1923     | Сімеїз                                     | Сергій Бєлявський             |
| 996 Hilaritas                     | 1923 NM              | 21 березня 1923   | Відень                                     | Йоганн Паліза                 |
| 997 Пріска (Priska)               | 1923 NR              | 12 липня 1923     | Обсерваторія Гейдельберг-Кеніґштуль        | К. В. Райнмут                 |
| 998 Боде (Bodea)                  | 1923 NU              | 6 серпня 1923     | Обсерваторія Гейдельберг-Кеніґштуль        | К. В. Райнмут                 |
| 999 Цахія (Zachia)                | 1923 NW              | 9 серпня 1923     | Обсерваторія Гейдельберг-Кеніґштуль        | К. В. Райнмут                 |
| 1000 Піацці (Piazzia)             | 1923 NZ              | 12 серпня 1923    | Обсерваторія Гейдельберг-Кеніґштуль        | К. В. Райнмут                 |

| Астероїди 1—10000 → |           |           |           |           |           |           |           |           |            |
| 1—100               | 1001—1100 | 2001—2100 | 3001—3100 | 4001—4100 | 5001—5100 | 6001—6100 | 7001—7100 | 8001—8100 | 9001—9100  |
| 101—200             | 1101—1200 | 2101—2200 | 3101—3200 | 4101—4200 | 5101—5200 | 6101—6200 | 7101—7200 | 8101—8200 | 9101—9200  |
| 201—300             | 1201—1300 | 2201—2300 | 3201—3300 | 4201—4300 | 5201—5300 | 6201—6300 | 7201—7300 | 8201—8300 | 9201—9300  |
| 301—400             | 1301—1400 | 2301—2400 | 3301—3400 | 4301—4400 | 5301—5400 | 6301—6400 | 7301—7400 | 8301—8400 | 9301—9400  |
| 401—500             | 1401—1500 | 2401—2500 | 3401—3500 | 4401—4500 | 5401—5500 | 6401—6500 | 7401—7500 | 8401—8500 | 9401—9500  |
| 501—600             | 1501—1600 | 2501—2600 | 3501—3600 | 4501—4600 | 5501—5600 | 6501—6600 | 7501—7600 | 8501—8600 | 9501—9600  |
| 601—700             | 1601—1700 | 2601—2700 | 3601—3700 | 4601—4700 | 5601—5700 | 6601—6700 | 7601—7700 | 8601—8700 | 9601—9700  |
| 701—800             | 1701—1800 | 2701—2800 | 3701—3800 | 4701—4800 | 5701—5800 | 6701—6800 | 7701—7800 | 8701—8800 | 9701—9800  |
| 801—900             | 1801—1900 | 2801—2900 | 3801—3900 | 4801—4900 | 5801—5900 | 6801—6900 | 7801—7900 | 8801—8900 | 9801—9900  |
| 901—1000            | 1901—2000 | 2901—3000 | 3901—4000 | 4901—5000 | 5901—6000 | 6901—7000 | 7901—8000 | 8901—9000 | 9901—10000 |